# Општина Јакобени (Сибињ)
Јакобени (рум. Iacobeni) општина је у Румунији у округу Сибињ.
Oпштина се налази на надморској висини од 472 m.